# 불꽃 소방대
《불꽃 소방대》(일본어: 炎炎ノ消防隊, 원제 : 염염 소방대)는 일본의 만화가인 오오쿠보 아츠시가 그린 만화이자 이를 원작으로 한 애니메이션이다. 《주간 소년 매거진》(코단샤)에서 2015년 43호부터 2022년 13호까지 연재되었다.

## 줄거리
태양력 198년 도쿄. 이 세상은 어느 날을 경계로 갑자기 시작된 인체 발화현상에 의한 위협에 괴로워하고 있었다. 갑자기 자신의 몸에서 발화한 자는 순식간에 자아를 잃고 몸이 고통스럽게 불태워진다. 이들은 '화염인간'이라는 호칭으로 불리며 공포의 대상이 되고있다.
이 화염인간들은 '제1세대'라 불리며 이 후 화염을 조종할 수 있는 '제2세대'와 자신의 몸에서 발화해도 그 불꽃을 스스로 조종할 수 있는 '제3세대'가 나타난다.
그리고 화염인간에 의한 위험에 대응해 일반 시민을 불꽃 공포로부터 지키고 인체 발화 현상의 원인과 해결책을 규명하기 위해 조직된 것이 특수 소방대다.
어릴 적부터 영웅을 동경하던 주인공 '신라 쿠사카베'는 12년 전 갑작스런 화재로 어머니와 갓 태어난 남동생을 잃고 만다. 발에서 불꽃을 낼 수 있는 제3세대의 능력자 신라는 자신의 몸에서 발화한 불꽃이 화재원인이라고 해서 주위로부터 박해를 받는데, 신라 자신은 모친과 남동생 이외의 제3자가 실내에 있던 것을 목격하고, 그 인물이 범인이 아닌가 하고 생각한다. 훈련교를 졸업하고 제8 특수 소방대에 배속된 신라는 어머니와 동생 같은 피해자를 늘리지 않기 위해, 또 어머니와 동생을 죽인 범인을 붙잡고 스스로 뒤집어쓴 누명을 벗기 위해 동료들과 함께 오늘도 훈련과 소방활동에 분투한다. 그 중 제8 특수 소방대가 결성된 목적을 알고, 화염인간의 비밀, 이를 추적하기 위해 적대자와 싸우거나, 다른 소방대를 조사하게 된다.

## 등장인물
<신라 쿠사카베> 
소속: 제8 특수소방대 이등소방관
세대: 제 3세대
특징: 어렸을 때 동생 쇼우의 의한 화재로 엄마를 잃고, 제8 특수소방대의 입대했다. 별명은 '악마'(긴장하면 웃는 특이체질때문에 붙여졌다)
발에서 불을 뿜으며 싸운다.
<아키타루 오비>
소속: 제8 특수소방대 대대장
세대: 제1 세대
특징: 제8 특수소방대의 대대장이다. 괴상한 근육 트레이닝을 하며 상남자다.
별명은 '근육 고릴라' 소방관의 본보기다.
힘이 세다.
<타케히사 히나와>
소속: 제8 특수소방대 중대장
세대: 제2 세대
특징: 불꽃을 섬세하게 다룬다. 굉장한 패션센스를 지니고 있다. 특기는 탄속제어 총알의 탄속을 제어하여 엄청난 소닉붐을 만들 수 있다.
<마키 오제>
소속: 제8 특수소방대 소대장
세대: 제2 세대
특징: 근육질이다 상당한양의 불꽃을 제어할 수 있으며, 대인전투에 강하다. 힘이 세다. 가끔 고릴라라는말을 들으면, "누구한테 고릴라 사이클로프래!!!"라며 어퍼컷을 때린다.
<아서 보일> 
소속: 제 8 특수소방대 이등 소방관 
세대: 제 3세대 
특징: 검을 들고있다. 이름은 엑스칼리버. 자신이 기사라고 생각하고 있고, 엑스칼리버에 불꽃을 넣어 싸운다. 자신이 기사다울수록 화력이 강력해진다. 
<타마키 코타츠> 
소속: 제 1 특수소방대->제 8 특수소방대 이등소방관  
세대: 제 3세대 
특징: 자신의 몸에 '고양이요괴'를 형상화한 불꽃을     이용해 싸운다. 불꽃의 추진력을 이용에 빠르게 싸운다. 자신의 능력상, 빨라야 하기에 옷차림이 가볍다.사실상 수영복 '초민망 상황'을 자주 만든다. 자각하고 조심하고 있지만 자주 일어나는 상황.